# Morti nel 1998/Giugno
| Questa pagina contiene informazioni ricavate automaticamente dalle voci biografiche con l'ausilio del template Bio e di un bot. L'aggiornamento è periodico e automatico e ricostruisce completamente la pagina. Se manca una persona in questa lista, sei pregato di non aggiungerla, ma accertati piuttosto che la sua voce biografica contenga il template Bio e che i dati anagrafici siano correttamente compilati. Se il template Bio manca, inseriscilo tu stesso o, in alternativa, metti l'avviso {{tmp\|Bio}} che ne segnala la mancanza. Se i dati riportati sono sbagliati, correggi direttamente la voce biografica; le modifiche saranno visibili in questa lista entro pochi giorni. Per chiarimenti vedi il progetto biografie. La lista contiene solo le 116 persone che sono citate nell'enciclopedia e per le quali è stato implementato correttamente il template Bio. Pagina aggiornata al 3 mar 2024. |

- 1º giugno - Gottfried Dienst, arbitro di calcio svizzero (n. 1919)
- 1º giugno - Lucio Lazzarino, ingegnere italiano (n. 1913)
- 1º giugno - Luigi Maverna, arcivescovo cattolico italiano (n. 1920)
- 1º giugno - José Pedraza, marciatore messicano (n. 1937)
- 1º giugno - Joseph Russo, mafioso statunitense (n. 1931)
- 2 giugno - Daniel Isaac Axelrod, botanico e geologo statunitense (n. 1910)
- 2 giugno - Helen Carter, musicista statunitense (n. 1927)
- 2 giugno - Junkyard Dog, wrestler e giocatore di football americano statunitense (n. 1952)
- 3 giugno - Lucien Conein, militare e agente segreto statunitense (n. 1919)
- 3 giugno - Ernest Henry, nuotatore australiano (n. 1904)
- 3 giugno - Joan José Nogués, allenatore di calcio e calciatore spagnolo (n. 1909)
- 3 giugno - Egidio Oliveri, pittore italiano (n. 1911)
- 4 giugno - Philippe Charbonneaux, designer francese (n. 1917)
- 4 giugno - Josephine Hutchinson, attrice statunitense (n. 1903)
- 4 giugno - Ray Montgomery, attore statunitense (n. 1922)
- 4 giugno - Miguel Montuori, calciatore argentino (n. 1932)
- 5 giugno - Flora Capponi, illustratrice e costumista italiana (n. 1920)
- 5 giugno - Michele Cifarelli, politico italiano (n. 1913)
- 5 giugno - Ettore Costantini, alpinista italiano (n. 1921)
- 5 giugno - Alfred Kazin, critico letterario e saggista statunitense (n. 1915)
- 5 giugno - Emilio Mori, ostacolista e multiplista italiano (n. 1908)
- 5 giugno - Jeanette Nolan, attrice e doppiatrice statunitense (n. 1911)
- 5 giugno - Dieter Roth, poeta e artista tedesco (n. 1930)
- 6 giugno - Louise Bickerton, tennista australiana (n. 1902)
- 6 giugno - Sergio Lusso, calciatore italiano (n. 1930)
- 6 giugno - Paolo Marocchi, allenatore di calcio e calciatore italiano (n. 1936)
- 6 giugno - Moy Lin-shin, monaco taoista cinese (n. 1931)
- 6 giugno - Roberto Panisi, calciatore italiano (n. 1943)
- 7 giugno - Giorgio Fregosi, politico italiano (n. 1938)
- 7 giugno - Wally Gold, produttore discografico, cantante e chitarrista statunitense (n. 1928)
- 7 giugno - Bohuslav Ondráček, produttore discografico e musicista cecoslovacco (n. 1932)
- 7 giugno - Ralph Vaughn, cestista statunitense (n. 1918)
- 8 giugno - Sani Abacha, generale e politico nigeriano (n. 1943)
- 8 giugno - Jean-Émile Charon, fisico e filosofo francese (n. 1920)
- 8 giugno - Dick Furey, cestista e allenatore di pallacanestro statunitense (n. 1925)
- 8 giugno - McCoy Ingram, cestista statunitense (n. 1931)
- 8 giugno - Larisa Judina, giornalista russa (n. 1945)
- 8 giugno - Maria Reiche, matematica, archeologa e traduttrice tedesca (n. 1903)
- 9 giugno - Agostino Casaroli, cardinale e arcivescovo cattolico italiano (n. 1914)
- 9 giugno - Edmund Koller, bobbista tedesco (n. 1930)
- 10 giugno - Leroy Chollet, cestista statunitense (n. 1924)
- 10 giugno - Fernando Germani, organista italiano (n. 1906)
- 10 giugno - Hammond Innes, scrittore e giornalista inglese (n. 1913)
- 11 giugno - Leo Buscaglia, docente e scrittore statunitense (n. 1924)
- 11 giugno - Catherine Cookson, scrittrice inglese (n. 1906)
- 11 giugno - Alfons Jēgers, calciatore lettone (n. 1919)
- 11 giugno - Leopoldo Salcedo, attore e produttore cinematografico filippino (n. 1912)
- 11 giugno - Lucia Valentini Terrani, mezzosoprano e contralto italiano (n. 1946)
- 12 giugno - Richard Thompson, animatore e regista statunitense (n. 1914)
- 12 giugno - Rocco Torrebruno, cantante italiano (n. 1933)
- 13 giugno - Nisim Aloni, drammaturgo e traduttore israeliano (n. 1926)
- 13 giugno - Lúcio Costa, architetto brasiliano (n. 1902)
- 13 giugno - Birger Ruud, saltatore con gli sci e sciatore alpino norvegese (n. 1911)
- 13 giugno - Reg Smythe, fumettista britannico (n. 1917)
- 13 giugno - Éric Tabarly, navigatore, velista e militare francese (n. 1931)
- 14 giugno - Camillo Achilli, dirigente sportivo, allenatore di calcio e calciatore italiano (n. 1921)
- 14 giugno - Maurizio Massaria, criminale e mafioso italiano (n. 1951)
- 15 giugno - Robert Berton, storico italiano (n. 1909)
- 15 giugno - Keith Newton, calciatore inglese (n. 1941)
- 15 giugno - Thierry Salmon, regista teatrale belga (n. 1957)
- 16 giugno - Roberto Cañedo, attore messicano (n. 1918)
- 16 giugno - Serafim Cholodkov, allenatore di calcio e calciatore sovietico (n. 1920)
- 16 giugno - Bryce Heffley, cestista statunitense (n. 1929)
- 16 giugno - Carmine Iacovazzo, calciatore italiano (n. 1920)
- 16 giugno - Fred Wacker, pilota automobilistico statunitense (n. 1918)
- 17 giugno - John Joseph Carberry, cardinale e arcivescovo cattolico statunitense (n. 1904)
- 17 giugno - Aage Eriksen, lottatore norvegese (n. 1917)
- 17 giugno - Gyula László, storico, archeologo e artista ungherese (n. 1910)
- 17 giugno - Carlos Loredo, calciatore cubano (n. 1951)
- 18 giugno - Otto Baum, generale tedesco (n. 1911)
- 18 giugno - Alberto Chiari, filologo, critico letterario e italianista italiano (n. 1900)
- 18 giugno - André Chorda, calciatore francese (n. 1938)
- 18 giugno - Edward Eliscu, poeta, produttore cinematografico e attore statunitense (n. 1902)
- 18 giugno - Mario Fontana, calciatore italiano (n. 1906)
- 18 giugno - Olof Gigon, filologo classico e grecista svizzero (n. 1912)
- 18 giugno - Ernesto Grillo, calciatore argentino (n. 1929)
- 18 giugno - Charles Korvin, attore ungherese (n. 1907)
- 18 giugno - Karl-Heinz Spikofski, calciatore e allenatore di calcio tedesco (n. 1927)
- 20 giugno - Ernst Brugger, politico e insegnante svizzero (n. 1914)
- 20 giugno - Heinz Ditgens, calciatore e allenatore di calcio tedesco (n. 1914)
- 20 giugno - Vittorio Ottaviani, vescovo cattolico italiano (n. 1915)
- 20 giugno - Elio Ragni, velocista italiano (n. 1910)
- 20 giugno - Hans Conrad Schumann, militare tedesco (n. 1942)
- 21 giugno - Anastasio Alberto Ballestrero, cardinale e arcivescovo cattolico italiano (n. 1913)
- 21 giugno - Dalmazio Cuttica, calciatore italiano (n. 1933)
- 21 giugno - Emma Danieli, attrice e annunciatrice televisiva italiana (n. 1936)
- 21 giugno - Paolo De Magistris, politico e storico italiano (n. 1925)
- 21 giugno - Peter Mander, velista neozelandese (n. 1928)
- 21 giugno - Elio Morille, canottiere italiano (n. 1927)
- 21 giugno - Michele Randazzo, giornalista e politico italiano (n. 1936)
- 22 giugno - Antonio Comelli, politico italiano (n. 1920)
- 22 giugno - Norberto Méndez, calciatore argentino (n. 1923)
- 23 giugno - Gigi Ghò, architetto e ingegnere italiano (n. 1915)
- 23 giugno - Maureen O'Sullivan, attrice irlandese (n. 1911)
- 24 giugno - Rodolfo Marma, pittore e illustratore italiano (n. 1923)
- 24 giugno - Jean Mercure, attore, scenografo e regista francese (n. 1909)
- 24 giugno - Nicanor Sagarduy Gonzalo, calciatore spagnolo (n. 1931)
- 25 giugno - Lounès Matoub, cantautore, poeta e attivista berbero (n. 1956)
- 26 giugno - Iris Adami Corradetti, soprano italiano (n. 1904)
- 26 giugno - Luciano Pezzi, partigiano, ciclista su strada e dirigente sportivo italiano (n. 1921)
- 26 giugno - Dick Schulz, cestista statunitense (n. 1917)
- 27 giugno - Pierre Boutang, filosofo, poeta e traduttore francese (n. 1916)
- 27 giugno - Armando Da Roit, politico e alpinista italiano (n. 1919)
- 27 giugno - Kruno Prijatelj, storico dell'arte e critico d'arte croato (n. 1922)
- 27 giugno - Kerim Tekin, cantante e attore turco (n. 1975)
- 28 giugno - Zbigniew Herbert, poeta, saggista e drammaturgo polacco (n. 1924)
- 28 giugno - Louis Hostin, sollevatore francese (n. 1908)
- 28 giugno - Jean-Yves Raimbaud, disegnatore francese (n. 1958)
- 28 giugno - Jack Rowley, allenatore di calcio e calciatore inglese (n. 1920)
- 28 giugno - Kamala Sohonie, biochimica indiana (n. 1911)
- 29 giugno - Gaetano Capasso, religioso e scrittore italiano (n. 1927)
- 29 giugno - Jess Hahn, attore statunitense (n. 1921)
- 30 giugno - Renato Capecchi, baritono italiano (n. 1923)
- 30 giugno - Giorgio Carpi, dirigente sportivo, allenatore di calcio e calciatore italiano (n. 1909)
- 30 giugno - Moustapha Dimé, artista senegalese (n. 1952)
- 30 giugno - Gastone Limarilli, tenore italiano (n. 1927)